# Bicilia lentistrialis
Bicilia lentistrialis is een vlinder uit de familie van de grasmotten (Crambidae). De wetenschappelijke naam van deze soort is voor het eerst voorgesteld als Nacoleia lentistrialis door Paul Dognin in een publicatie uit 1906.
De soort komt voor in Belize en Paraguay.